# Haworthia variegata

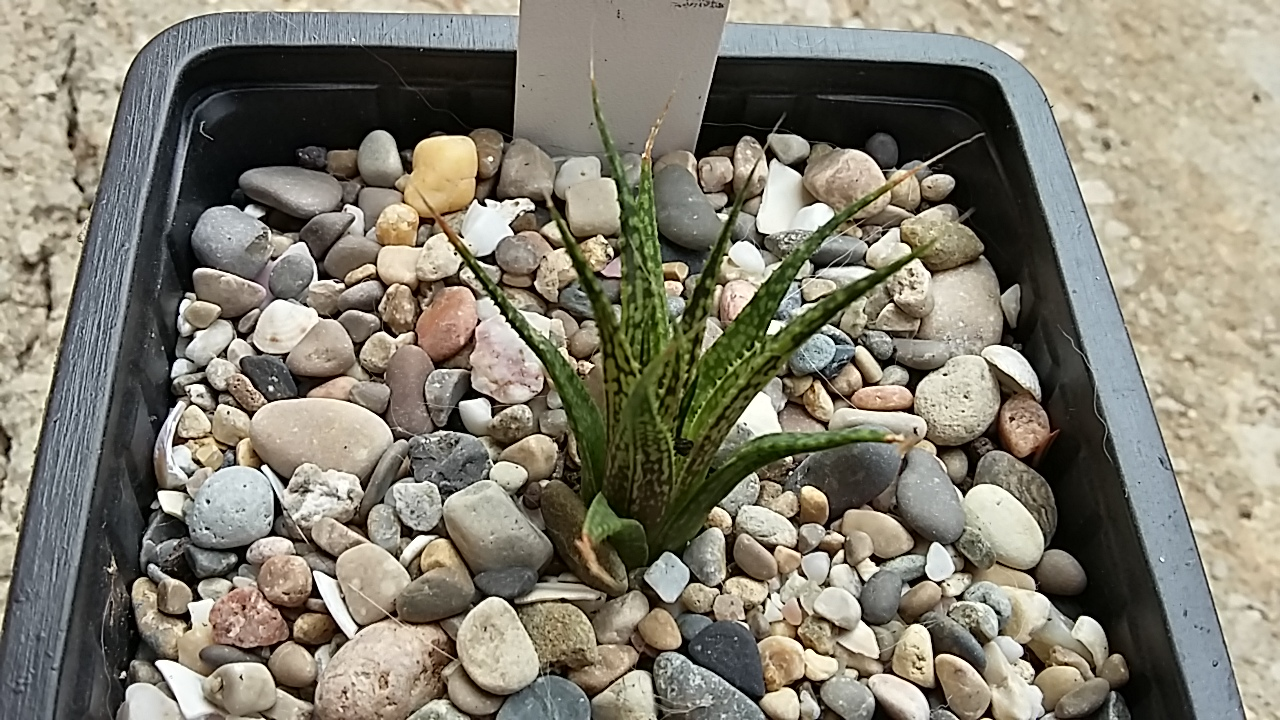
Haworthia variegata en cultiu

Haworthia variegata és una espècie del gènere Haworthia de la subfamília de les asfodelòidies (Asphodeloideae).

## Descripció
Haworthia variegata és una planta suculenta perennifòlia que pot arribar a fer entre 6 a 45 cm de alçada. Les 30 a 40 fulles verticals, esveltes i lanceolades formen una roseta amb un diàmetre de fins a 4 cm. El limbe foliar és de color verd fosc és variegada. La vora de la fulla i la quilla són espinoses.
La inflorescència és esvelta i solta arriba a una longitud de fins a 35 cm i té entre 15 a 20 flors. Les flors són de color blanc verdós i tenen una vena marró.

## Distribució
Haworthia variegata creix al sud-oest de la província sud-africana del Cap Occidental i
se la troba a una altitud de fins a 500 metres.

## Taxonomia
Haworthia variegata va ser descrita per Louisa Bolus i publicat a Journal of Botany, British and Foreign, 67: 137, a l'any 1929.
Etimologia
Haworthia: nom en honor del botànic britànic Adrian Hardy Haworth (1767-1833).
variegata: epítet llatí que significa "fer o ser diferents colors, variegada".
Varietats acceptades
- Haworthia variegata var. variegata (varietat tipus)
- Haworthia variegata var. hemicrypta M.B.Bayer
- Haworthia variegata var. modesta M.B.Bayer[5]

Sinonímia
- Haworthia chloracantha var. variegata (L.Bolus) Halda
- Haworthia chloracantha subsp. variegata (L.Bolus) Halda[6]